# Flugplatz Northeim

i7
i11
i13
Der Flugplatz Northeim (ICAO-Code: EDVN) ist ein Verkehrslandeplatz im niedersächsischen Northeim in Deutschland. 
Er wird von der Flugplatz GmbH Northeim betrieben.

## Geographie
Der Flugplatz liegt fünf Kilometer östlich der Kreisstadt Northeim auf einer Höhe von 123 m ü. NHN. Während die südliche Seite durch die Eisenbahn begrenzt wird, schließt an der nördlichen Seite der Fluss Rhume an, welches den Nachteil hat, dass gerade im Frühjahr während der Schneeschmelze im Harz der Flugplatz öfter mal unter Wasser steht.

### Zulassung
Es dürfen Motorflugzeuge mit einer höchstzulässigen Flugmasse von 2000 kg, Hubschrauber mit einer höchstzulässigen Flugmasse von 6000 kg, selbststartende Motorsegler, Ultraleichtflugzeuge und Freiballone starten und landen.

## Infrastruktur
Für die Unterbringung von Luftfahrzeugen stehen Hangars auf Anfrage zur Verfügung. Flugzeuge können über Nacht auch im Freien abgestellt werden.

## Flugschulen
Am Platz gibt es aktuell drei Flugschulen, die in dem Bereich Ultraleichtflug auf 3-achs-gesteuerten Ultraleichtflugzeugen und Tragschraubern ausbilden.
Weitere Informationen zu den Flugschulen sind auf der Webseite der Flugplatz Northeim GmbH zu finden.

## Anfahrt
Zu erreichen ist der Flugplatz über die Bundesstraße 241. Von dort abbiegen in die Straße Am Lohgraben und dem Schild „Flugplatz“ folgen.

## Zwischenfälle

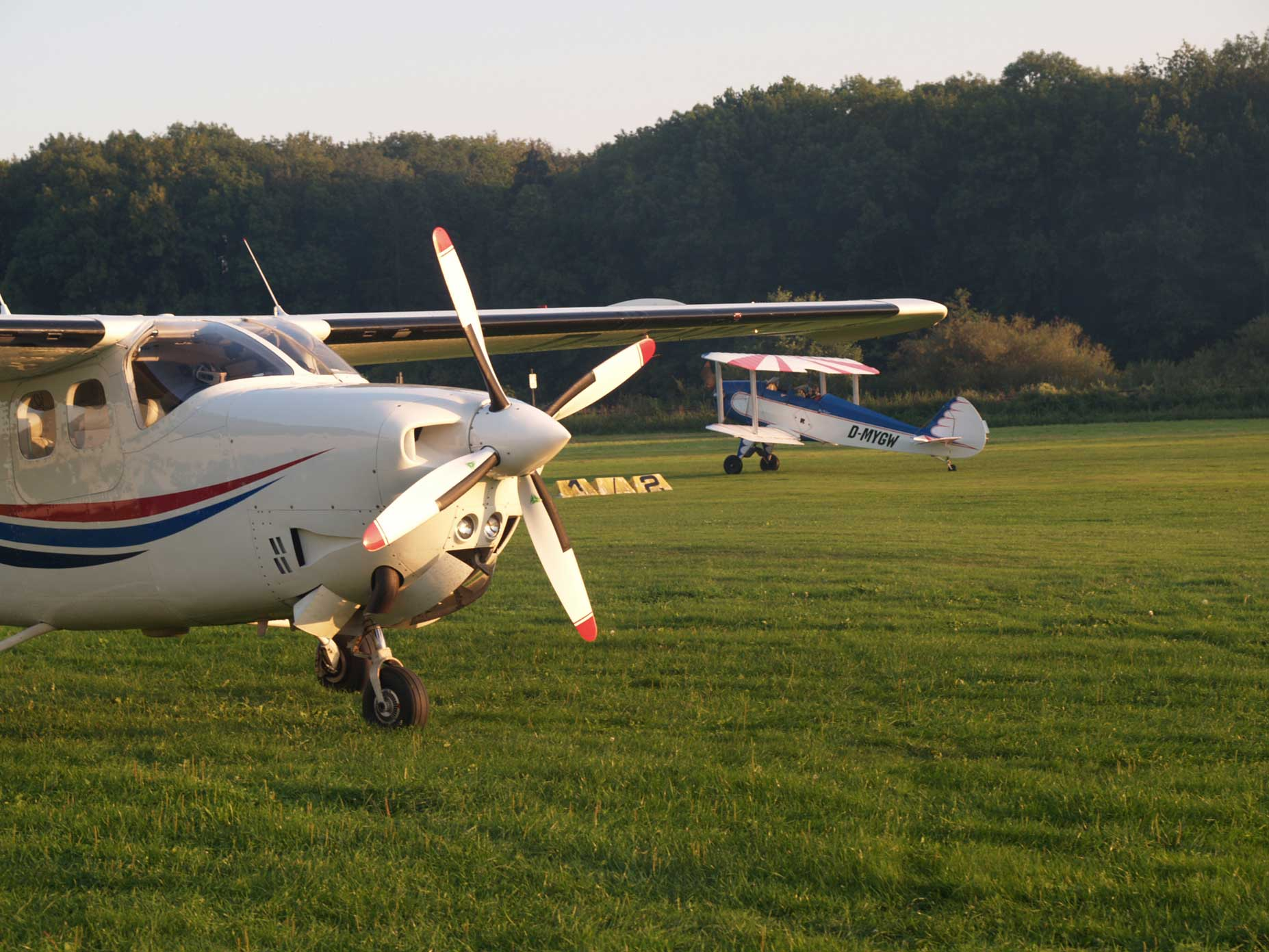
Flugbetrieb

- April 2007: Mit einer gecharterten Cessna drehte ein 53-jähriger aus Hahnenklee im Harz am Nachmittag über dem Flugplatz Northeim mehrere Übungsrunden. Wenige Minuten später stürzte die Maschine in ein Auewäldchen zwischen Tierheim und Rhume und prallte rücklings zwischen Pappeln auf die Erde. Der Pilot, ein Privatflieger, hatte Glück im Unglück: Er überlebte dank der stabilen Kabine und wurde schwerverletzt von den Rettungskräften versorgt. Das etwa 60.000 Euro teure Flugzeug gehörte dem örtlichen Luftsportverein. Die Bergung der Maschine aus dem unwegsamen Gelände übernahm am Folgetag des Unfalls die Freiwillige Feuerwehr Northeim. Unterdessen nahm die Bundesstelle für Flugunfalluntersuchung beim Luftfahrt-Bundesamt die Ermittlungen zur Absturzursache auf. Später stand fest: Nach einer Triebwerksstörung hatte die Maschine die Bäume berührt.[3]